# Dina König
Dina König (în idiș:דינה קעניג; n. 6 august 1907, Łódź, Imperiul Rus – d. 17 mai 1964, București, România) a fost o actriță polonă și română de limba idiș, evreică originară din Lodz și stabilită din 1945 definitiv în România, unde a jucat pe scenele de teatru evreiesc încă din anii 1920. S-a distins în ultimele decenii de viață prin activitatea ei la Teatrul Evreiesc de Stat din București. În anul 1956 i s-a conferit în România titlul de artistă emerită.

## Biografie

### Copilărie
Dina König s-a născut în 1907 la Lodz ca fiică a unor croitori evrei, creatori de costume la Teatrul evreiesc din Lodz.
A crescut din copilărie în mediul actoricesc, jucând de la vârsta de 4 ani în roluri de copii pe scenele teatrelor în limba idiș.
A debutat în piesa „Gebrohene Hertzer” - „Inimi sfâșiate” de Zalman Libin. La 5 ani a fost remarcată de scriitorul Itzhok Leibush Peretz când a jucat și a cântat în piesa sa, „Di Șvester” - „Sora” pe scena teatrului evreiesc Scala din Lodz, condus de Julius Adler. Tot acolo a jucat în 1914 rolul lui Idele din adaptarea pentru teatru a romanului „Șrekliche Soides” („Taine cumplite”) de L. Schreiber (pseudonim al lui Avraham Arie Akavia sau  Avraham Leib Jakobowicz).
În anii 1914-1915 a cântat și dansat la sala cinematografului Arkadia pe muzica unor cuplete în idiș, polonă și germană, avându-i ca profesori pe Michel Mihalescu, directorul trupei de teatru, Bernstein, și pe dansatorul și coregraful Nowicki.
În anii 1916-1920 a jucat rolul lui Pistol în piesa Kean de Alexandre Dumas tatăl, rolul Umșuld din „Yede Froy” și Luft Boy din „Di Roiz fun Istanbul” (versiunea în idiș a operetei „Trandafirul din Istanbul” de Leo Fall) cu care a participat la turnee prin Polonia.

### Continuarea carierei actoricești în Polonia și România
După noi apariții în spectacole de varieteu și revistă la începutul anilor 1920, în 1923 Dina Kōnig a fost angajată de David Celmaister la grădina „Teatrul Nou” din București din cartierul Văcărești. A jucat cu trupa locală Kanapoff în revista lui Ben Eli și David Celmaister „București-New York”, pe muzica de Boris Segall La Grădina Teatrului Nou König a participat și la spectacolul de revistă „Hocus Pocus” al lui Ion Pribeagu și D. Celmaister (1923), cântând în idiș și românește, între altele cupletul „Weil ich bin dein Parfum”, pe care l-a introdus în repertoriul ei permanent, uneori în cadrul unor piese cu care cântecul nu avea vreo legătură.
Apoi, la recomandarea lui Ion Pribeagu, Kōnig a fost primită în trupa de cabaret de la Grădina Alcazar (peste drum de Palatul CEC)
Apoi a făcut parte dintr-o trupă de actori condusă de Berl Segal și din care făceau parte nume ilustre ale teatrului idiș ca Wera Kaniewska, Muni Serebrov, Simha Nathan și Naomi Nathan, Adolf Tefner și alții. Au prezentat spectacolul „Berl Basiak”. La un moment dat König a trebuit, la Fălticeni, să o înlocuiască pe diva Wera Kaniewska în rolul principal din opereta „Surke a Doktor”. De atunci a început să primească roluri mai însemnate de subrete. În vara anului 1924 a jucat la Casa Germană din Cernăuți, iarna - la sala Tomis din București a fost cooptată în castul revistei „Hetzi sheli Hetzi shelakh” (Jumate mie, jumate ție) a lui Ben Eli pe textul lui Sternberg-Botoșanski. 
La București s-a produs și într-un spectacol bazat pe repertoriul renumitelor Molly Picon și Clara Jung („Tzipke Faier” de  Yakov Kalicz, „Yankele” de William Segal, „Pupchen”, „Hontshe in Amerike” etc) În 1925 a participat la un turneu în Palestina mandatară
În 1927 s-a căsătorit cu actorul Josef Kamen (Stein) (1900-1942) care era membru în faimoasa Vilner Truppe (trupa din Vilna) și care a efectuat în anii 1924-1927 turnee de succes în România. Ea a fost a doua soție a acestuia. 
Pentru scurt timp Dina König sau Dina Kamen, cum se numea atunci, a jucat în ansamblul lui Moskowicz din Lvov, apoi împreună cu soțul ei, Kamen, a făcut parte din Vilner Truppe si a apărut pe scenele evreiești din Polonia, Cehoslovacia, Viena, și România, în piese precum „Alecika”,  „Yoșke Muzikant” de Osip Dimov , „Ședim Țug” (Trenul diavolilor) sau „Periferie” de František Langer etc Sub regia lui David Herman, Yakov Sternberg, Eliahu Stein, a participat la spectacole cu „Neguțătorul din Veneția” de Shakespeare (în rolul lui Jessica) și „Dybuk” de S.An-ski (în rolul Leei), „Der Ikar” (Cel mai important) de N. Evreinov.
În 1929 in timpul unui turneu la Lodz Dina a născut unica ei fiică, viitoarea actriță israeliană în limbile ebraică și idiș Lia Koenig.
După desființarea Trupei din Vilna, în 1931-1932 Kamen și König au făcut parte dintr-o trupă nouă, care a jucat la Teatrul Liber din București comedia „Herșele Ostropolier” de M.Lifșitz și, apoi, „Di Broit mil” („Moara”) de David Bergelson, unde "Dina Konig în rolul ei dramatic a fost demnă și fără stridențe" (cum a remarcat criticul  ziarului Dimineața din București).
La un moment dat ,la București, în anul 1938 König a înființat o companie proprie, „Thalia”, cu care a interpretat la Sala Barașeum  un repertoriu de melodrame: „Femei în noapte”, „Lady Malvin”, „Soții fericirii”, „Fetița dulce”, „Favorita bunicului”.
„Vos, ver, ven” (Ce, cine, când)

### Al Doilea Război Mondial
Relațiile cu Josef Kamen s-au răcit, acesta între timp îmbolnăvindu-se de o boala vasculară în urma diabetului și a fumatului, și întemeiind o nouă tovărășie de viață, cu Nadia Kreni.
În momentul izbucnirii celui de al Doilea Război Mondial actrița se afla cu fiica ei la Cernăuți, în turneu. Ele au rămas aici până în anul 1940, inclusiv după ocuparea orașului de către armata sovietică. Sub ocupația sovietică a luat ființă la Chișinău un teatru evreiesc de stat în limba idiș sub conducerea lui Iakov Sternberg și Dina König a obținut acolo un angajament.  Acolo a jucat în revista „Roite Pomerantzen” (Portocale roșii) a lui Sternberg, rolul Fiicei din Kol Nidrei de Pereț Markiș, amândouă în regia lui Sternberg, Mirele din „Di Kișuf Macherin” („Vrăjitoarea”) de Avraham Goldfaden în regia lui Abba Lev, Țaitel în „Tevie der Milhiker” (Tevie Lăptarul) după Șalom Alehem, în regia lui Albert Segalescu.
În iunie 1941 în vreme ce pe scena teatrului se juca o piesă de Mark Daniel, teatrul a fost evacuat de autoritățile sovietice în Asia Centrală, în urma intrării forțelor române și germane în Basarabia. Dina König și fiica ei au ajuns în Uzbekistan, la Tașkent și apoi la Samarkand. König a jucat o scurtă vreme la un teatru de estradă din Tașkent, apoi a făcut turnee cu un vagon de artiști, prin fabrici, spitale și unități militare de pe cuprinsul Uniunii Sovietice, inclusiv la Novosibirsk și Arhanghelsk. Soțul ei, Josef Kamen, care s-a refugiat și el în Uniunea Sovietică, s-a îmbolnavit de complicații grele ale diabetului, i s-a amputat un picior, și apoi, a murit la Uralsk, in Kazahstan, în anul 1942. König s-a recăsătorit cu un actor idiș originar din Basarabia, Isac Havis.

### Teatrul Evreiesc de Stat din București
După război în 1946 Dina König, Isac Havis și fiica Lia s-au stabilit în România în cadrul acordurilor de repatriere. Ea și Havis s-au alăturat ansamblului de teatru idiș IKUF care în 1948 a devenit Teatrul Evreiesc de Stat din București sub conducerea lui Bernard Lebli. Cu acest ansamblu Dina Konig a jucat in peste 50 de roluri. Teatrul T.E.S. a debutat la 11 ianuarie 1948 cu „Lozul cel Mare” de Șalom Alehem.
König a jucat, între altele, în revistele muzicale Dos Folk zingt (Poporul cântă) (1951), Mit a lid oif di lipn (Cu cântec pe buze) (de Herman Stolper și Moișe Bălan) (1953), Șah-mat (de asemenea, de H.Stolper și M.Bălan) (1955), în rolurile Katya Kabanova din „Furtuna” (Der Șturm) de Alexandr Ostrovski în regia lui Franz Auerbach  (1957), Lady Milford în „Intrige un libe” (Intrigă și iubire)  de Friedrich Schiller în regia lui Mauriciu Sekler (1949) ,în Călătoriile lui Beniamin al III-lea (1955) după Mendele Moher Sfarim (adaptare de Israil Bercovici și Iulian Schwartz, rolul Bocikarova din Platon Krecet de Oleksandr Korneiciuk, Doamna Mamlock în „Profesor Mamlock”  de Friedrich Wolf (1961) și rolurile ei de vârf Mama Curaj din piesa cu acelaș nume de Bertolt Brecht în regia lui Mauriciu Sekler (1964) și rolul titular din „Mirale Efros” de Yakov Gordin (1958), în regia lui Iso Schapira , Golda din „Tevie lăptarul”, alături de Isac Havis în rolul titular (1957) in regia lui Benno Popliker.
König a participat la regia (de pildă, „Vrăjitoarea” de Golfaden în 1951, alături de Bernard Lebli), precum și la coregrafia unor spectacole.
În mai 1964 a murit în urma unei boli năprasnice.
A fost înmormântată la Cimitirul evreiesc Filantropia din București, slujba fiind oficiată de Șef Rabinul Moses Rosen. Au fost de față mii de persoane, și au rostit elogii ale defunctei persoane oficiale, regizorii Franz Auerbach, directorul Teatrului evreiesc, și Iso Schapira.
Pe lespedea mormântului s-au dăltuit versurile:
O vorbă de duh
o lacrimă, un zâmbet,
un dram de bucurie, un dram de noroc,
o cortină care cade
și nu se mai ridică niciodată 
Fiica ei, actrița Lia Koenig, care a început să se distingă deja în România, și ginerele, Herman - Tzvi Stolper, au emigrat în anul 1961 în Israel, unde s-au afirmat pe scena ebraică și idiș.
După câțiva ani și văduvul ei, actorul Isac Havis, a emigrat în Israel.

## Premii și distincții
- Medalia Muncii (28 ianuarie 1954) „cu ocazia împlinirii a cinci ani de activitate a Teatrului de Stat din Arad, Teatrului de Stat din Brăila, Teatrului Maghiar de Stat din Cluj, Teatrului Evreesc de Stat din București, Teatrului Maghiar de Stat din Oradea, Teatrului de Stat din Ploești, Teatrului de Stat din Pitești, Teatrului de Stat din Reșița, Teatrului de Stat din Sibiu, Teatrului Maghiar de Stat din Sf. Gheorghe, Teatrului de Stat din Orașul Stalin, Teatrului Secuesc de Stat din Târgu Mureș, Teatrului Evreesc de Stat din Iași, Teatrului de Stat din Timișoara și pentru merite în activitatea artistică”[8]
- titlul de Artist emerit al Republicii Populare Romîne (3 noiembrie 1956) „pentru merite deosebite în activitatea artistică”[9]